# (714) Ulula
(714) Ulula est un astéroïde de la ceinture principale.

## Description
(714) Ulula est un astéroïde de la ceinture principale. Il fut découvert le 18 mai 1911 à Heidelberg par Joseph Helffrich. Il présente une orbite caractérisée par un demi-grand axe de 2,54 UA, une excentricité de 0,06 et une inclinaison de 14,3° par rapport à l'écliptique.